# 布洛克灣
76°15′S 146°22′W / 76.250°S 146.367°W
布洛克灣（英語：Block Bay）是南極洲的海灣，位於瑪麗伯德地沿岸，處於蓋斯特半島以東，該海灣在1929年由美國探險隊發現，以隨行的報刊發行人命名。